# Algéria az 1996. évi nyári olimpiai játékokon
Algéria az egyesült államokbeli Atlantában megrendezett 1996. évi nyári olimpiai játékok egyik részt vevő nemzete volt. Az országot az olimpián 9 sportágban 45 sportoló képviselte, akik összesen 3 érmet szereztek.

## Érmesek
| Érem  | Versenyző          | Sportág   | Versenyszám  |
| ----- | ------------------ | --------- | ------------ |
| Arany | Noureddine Morceli | Atlétika  | Férfi 1500 m |
| Arany | Hoszin Szoltáni    | Ökölvívás | Könnyűsúly   |
| Bronz | Mohamed Bahari     | Ökölvívás | Középsúly    |

## Atlétika
Férfi
| Versenyző          | Versenyszám | Előfutam | Előfutam | Előfutam | Negyeddöntő | Negyeddöntő | Negyeddöntő | Elődöntő | Elődöntő | Elődöntő | Döntő    | Döntő    |
| Versenyző          | Versenyszám | Idő      | Hely.    | Össz.    | Idő         | Hely.       | Össz.       | Idő      | Hely.    | Össz.    | Idő      | Helyezés |
| ------------------ | ----------- | -------- | -------- | -------- | ----------- | ----------- | ----------- | -------- | -------- | -------- | -------- | -------- |
| Amar Hecini        | 400 m       | kizárták | kizárták | kizárták | kiesett     | kiesett     | kiesett     | kiesett  | kiesett  | kiesett  | kiesett  | kiesett  |
| Amar Hecini        | 800 m       | 1:47,23  | 4.       | 23.      | kiesett     | kiesett     | kiesett     | kiesett  | kiesett  | kiesett  | kiesett  | kiesett  |
| Noureddine Morceli | 1500 m      | 3:41,95  | 1.       | 30.      |             |             |             | 3:32,88  | 1.       | 1.       | 3:35,78  |          |
| Ahmed Krama        | 1500 m      | 3:42,09  | 7.       | 32.      |             |             |             | kiesett  | kiesett  | kiesett  | kiesett  | kiesett  |
| Réda Benzine       | 5000 m      | 14:03,06 | 3.       | 23.      |             |             |             | 13:37,52 | 8.       | 8.       | 13:42,34 | 13.      |
| Aïssa Bel Aout     | 5000 m      | 13:51,96 | 5.       | 5.       |             |             |             | 14:04,56 | 6.       | 20.      | 14:06,52 | 15.      |

Női
| Versenyző          | Versenyszám | Előfutam | Előfutam | Előfutam | Elődöntő | Elődöntő | Elődöntő | Döntő   | Döntő    |
| Versenyző          | Versenyszám | Idő      | Hely.    | Össz.    | Idő      | Hely.    | Össz.    | Idő     | Helyezés |
| ------------------ | ----------- | -------- | -------- | -------- | -------- | -------- | -------- | ------- | -------- |
| Noria Mérah-Benida | 800 m       | 2:02,44  | 4.       | 24.      | kiesett  | kiesett  | kiesett  | kiesett | kiesett  |
| Hassiba Boulmerka  | 1500 m      | 4:09,96  | 3.       | 11.      | 4:23,86  | 12.      | 23.      | kiesett | kiesett  |

## Birkózás
Kötöttfogású
| Versenyző         | Versenyszám | 32-es főtábla                  | Nyolcaddöntő      | Negyeddöntő       | Elődöntő          | Vigaszág 2. kör               | Vigaszág 3. kör   | Vigaszág 4. kör   | Vigaszág 5. kör   | Vigaszág 6. kör   | Bronz- mérkőzés   | Döntő             | Helyezés |
| Versenyző         | Versenyszám | Ellenfél Eredmény              | Ellenfél Eredmény | Ellenfél Eredmény | Ellenfél Eredmény | Ellenfél Eredmény             | Ellenfél Eredmény | Ellenfél Eredmény | Ellenfél Eredmény | Ellenfél Eredmény | Ellenfél Eredmény | Ellenfél Eredmény | Helyezés |
| ----------------- | ----------- | ------------------------------ | ----------------- | ----------------- | ----------------- | ----------------------------- | ----------------- | ----------------- | ----------------- | ----------------- | ----------------- | ----------------- | -------- |
| Youssef Bouguerra | 74 kg       | Katajama Takamicu (JPN) · 2–13 |                   |                   |                   | Sztojan Sztojanov (BUL) · 0–5 | kiesett           | kiesett           | kiesett           | kiesett           | kiesett           |                   | 16.      |

Szabadfogású
| Versenyző      | Versenyszám | 32-es főtábla                  | Nyolcaddöntő      | Negyeddöntő       | Elődöntő          | Vigaszág 2. kör              | Vigaszág 3. kör            | Vigaszág 4. kör   | Vigaszág 5. kör   | Vigaszág 6. kör   | Bronz- mérkőzés   | Döntő             | Helyezés |
| Versenyző      | Versenyszám | Ellenfél Eredmény              | Ellenfél Eredmény | Ellenfél Eredmény | Ellenfél Eredmény | Ellenfél Eredmény            | Ellenfél Eredmény          | Ellenfél Eredmény | Ellenfél Eredmény | Ellenfél Eredmény | Ellenfél Eredmény | Ellenfél Eredmény | Helyezés |
| -------------- | ----------- | ------------------------------ | ----------------- | ----------------- | ----------------- | ---------------------------- | -------------------------- | ----------------- | ----------------- | ----------------- | ----------------- | ----------------- | -------- |
| Omar Kedjaouer | 52 kg       | Volodimir Tohuzov (UKR) · 0–10 |                   |                   |                   | Víctor Rodríguez (MEX) · 2–0 | Metin Topaktaş (TUR) · 0–3 | kiesett           | kiesett           | kiesett           | kiesett           |                   | 14.      |

## Cselgáncs
Férfi
| Versenyző          | Versenyszám | Selejtező         | 32-es főtábla                  | Nyolcaddöntő               | Negyeddöntő               | Elődöntő          | Vigaszág első kör           | Vigaszág negyeddöntő       | Vigaszág elődöntő | Bronz- mérkőzés   | Döntő             | Helyezés |
| Versenyző          | Versenyszám | Ellenfél Eredmény | Ellenfél Eredmény              | Ellenfél Eredmény          | Ellenfél Eredmény         | Ellenfél Eredmény | Ellenfél Eredmény           | Ellenfél Eredmény          | Ellenfél Eredmény | Ellenfél Eredmény | Ellenfél Eredmény | Helyezés |
| ------------------ | ----------- | ----------------- | ------------------------------ | -------------------------- | ------------------------- | ----------------- | --------------------------- | -------------------------- | ----------------- | ----------------- | ----------------- | -------- |
| Amar Meridja       | Légsúly     | erőnyerő          | Roman Nováček (CZE) · GY       | Roberto Naveira (ESP) · GY | Nomura Tadahiro (JPN) · V |                   |                             | Nyikolaj Ozsegin (RUS) · V | kiesett           | kiesett           |                   | 9.       |
| Abdel Hakim Harkat | Könnyűsúly  | erőnyerő          | Francisco Rodríguez (PUR) · GY | Nakamura Kenzó (JPN) · V   |                           |                   | Thomas Schleicher (AUT) · V | kiesett                    | kiesett           | kiesett           |                   | 13.      |
| Lyes Cherifi       | Váltósúly   | erőnyerő          | Suleman Musa (NGR) · GY        | Vladimir Shmakov (UZB) · V | kiesett                   | kiesett           |                             |                            |                   |                   |                   | 17.      |
| Kamel Larbi        | Nehézsúly   | erőnyerő          | Eric Krieger (AUT) · V         | kiesett                    | kiesett                   | kiesett           |                             |                            |                   |                   |                   | 21.      |

Női
| Versenyző      | Versenyszám | Selejtező                | Nyolcaddöntő             | Negyeddöntő       | Elődöntő          | Vigaszág első kör | Vigaszág negyeddöntő     | Vigaszág elődöntő             | Bronz- mérkőzés         | Döntő             | Helyezés |
| Versenyző      | Versenyszám | Ellenfél Eredmény        | Ellenfél Eredmény        | Ellenfél Eredmény | Ellenfél Eredmény | Ellenfél Eredmény | Ellenfél Eredmény        | Ellenfél Eredmény             | Ellenfél Eredmény       | Ellenfél Eredmény | Helyezés |
| -------------- | ----------- | ------------------------ | ------------------------ | ----------------- | ----------------- | ----------------- | ------------------------ | ----------------------------- | ----------------------- | ----------------- | -------- |
| Salima Souakri | Légsúly     | Hülya Şenyurt (TUR) · GY | Amarilys Savón (CUB) · V |                   |                   |                   | Hillary Wolf (USA) · GY  | Taccjana Maszkvina (BLR) · GY | Yolanda Soler (ESP) · V |                   | 5.       |
| Lynda Mekzine  | Harmatsúly  | Sharon Rendle (GBR) · GY | Larysa Krause (POL) · V  |                   |                   |                   | Almudena Muñoz (ESP) · V | kiesett                       | kiesett                 |                   | 9.       |

## Evezés
Női
| Versenyző     | Versenyszám  | Előfutam | Előfutam | Vigaszág | Vigaszág | Elődöntő | Elődöntő | Elődöntő | Döntő | Döntő   | Döntő | Helyezés |
| Versenyző     | Versenyszám  | Idő      | Hely.    | Idő      | Hely.    | Típus    | Idő      | Hely.    | Típus | Idő     | Hely. | Helyezés |
| ------------- | ------------ | -------- | -------- | -------- | -------- | -------- | -------- | -------- | ----- | ------- | ----- | -------- |
| Samia Hireche | Egypárevezős | 9:08,31  | 6.       | 9:28,41  | 5.       |          |          |          | C     | 9:09,92 | 5.    | 17.      |

## Kézilabda

### Férfi
| Algériai férfi kézilabdacsapat-játékoskeret | Algériai férfi kézilabdacsapat-játékoskeret |
| --- | --- |
| - Amar Daoud - Abdel Ghani Loukil - Redouane Aouachria - Salim Nedjel-Hammou - Nabil Rouabhi - Redouane Saïdi - Ben Ali Beghouach - Sofiane Lamali | - Abdel Djalil Bouanani - Mahmoud Bouanik - Rabah Gherbi - Achour Hasni - Sofiane Khalfallah - Mohamed Bouziane - Salim Abes - Karim El-Mahouab |

#### Eredmények
Csoportkör
B csoport
| Csapat              | M | Gy | D | V | G+  | G–  | Gk  | P |
| ------------------- | - | -- | - | - | --- | --- | --- | - |
| Franciaország (FRA) | 5 | 4  | 0 | 1 | 145 | 114 | +31 | 8 |
| Spanyolország (ESP) | 5 | 4  | 0 | 1 | 114 | 97  | +17 | 8 |
| Egyiptom (EGY)      | 5 | 3  | 0 | 2 | 113 | 103 | +10 | 6 |
| Németország (GER)   | 5 | 3  | 0 | 2 | 121 | 112 | +9  | 6 |
| Algéria (ALG)       | 5 | 0  | 1 | 4 | 95  | 117 | –22 | 1 |
| Brazília (BRA)      | 5 | 0  | 1 | 4 | 100 | 145 | –45 | 1 |

| 1996. július 24. 16:15 | Egyiptom (EGY) | 19–16  | Algéria (ALG) | Játékvezetők: Per Elbrond, Kjeld Lovqvist (DEN) |
| 1996. július 24. 16:15 | El-Geioushy 8  | (12–7) | Saïdi 5       | Játékvezetők: Per Elbrond, Kjeld Lovqvist (DEN) |
| 1996. július 24. 16:15 |                |        |               | Játékvezetők: Per Elbrond, Kjeld Lovqvist (DEN) |

| 1996. július 25. 11:45 | Algéria (ALG) | 22–33   | Franciaország (FRA) | Játékvezetők: Bjorn Hogsnes, Svein Oeie (NOR) |
| 1996. július 25. 11:45 | Lamali 5      | (10–13) | Stoecklin 9         | Játékvezetők: Bjorn Hogsnes, Svein Oeie (NOR) |
| 1996. július 25. 11:45 |               |         |                     | Játékvezetők: Bjorn Hogsnes, Svein Oeie (NOR) |

| 1996. július 27. 10:00 | Spanyolország (ESP) | 20–14  | Algéria (ALG) | Játékvezetők: Mohammad al Houli, Khalaf Alenezi (KUW) |
| 1996. július 27. 10:00 | Guijosa, Urdiales5  | (12–5) | Khalfallah 3  | Játékvezetők: Mohammad al Houli, Khalaf Alenezi (KUW) |
| 1996. július 27. 10:00 |                     |        |               | Játékvezetők: Mohammad al Houli, Khalaf Alenezi (KUW) |

| 1996. július 29. 14:30 | Németország (GER) | 25–23   | Algéria (ALG) | Játékvezetők: Vladimir Vujnovic, Petar Mladinic (CRO) |
| 1996. július 29. 14:30 | Kretzschmar 5     | (13–12) | Saïdi 6       | Játékvezetők: Vladimir Vujnovic, Petar Mladinic (CRO) |
| 1996. július 29. 14:30 |                   |         |               | Játékvezetők: Vladimir Vujnovic, Petar Mladinic (CRO) |

| 1996. július 31. 19:00 | Algéria (ALG)           | 20–20  | Brazília (BRA) | Játékvezetők: Michel Moelle Mabounda, Daniel Mvoula (CGO) |
| 1996. július 31. 19:00 | Loukil, Nedjel-Hammou 5 | (9–11) | Pinheiro 5     | Játékvezetők: Michel Moelle Mabounda, Daniel Mvoula (CGO) |
| 1996. július 31. 19:00 |                         |        |                | Játékvezetők: Michel Moelle Mabounda, Daniel Mvoula (CGO) |

A 9. helyért
| 1996. augusztus 2. 11:45 | Algéria (ALG) | 26–27 (h. u.)  | Egyesült Államok (USA) | Játékvezetők: Mohammad al Houli, Khalaf Alenezi (KUW) |
| 1996. augusztus 2. 11:45 | Saïdi 6       | (12–10, 22–22) | Brown 7                | Játékvezetők: Mohammad al Houli, Khalaf Alenezi (KUW) |
| 1996. augusztus 2. 11:45 |               |                |                        | Játékvezetők: Mohammad al Houli, Khalaf Alenezi (KUW) |

| Csapat        | Helyezés |
| ------------- | -------- |
| Algéria (ALG) | 10.      |

## Ökölvívás
| Versenyző           | Versenyszám  | Selejtező                             | Nyolcaddöntő                   | Negyeddöntő                                   | Elődöntő                       | Döntő                      | Helyezés |
| Versenyző           | Versenyszám  | Ellenfél Eredmény                     | Ellenfél Eredmény              | Ellenfél Eredmény                             | Ellenfél Eredmény              | Ellenfél Eredmény          | Helyezés |
| ------------------- | ------------ | ------------------------------------- | ------------------------------ | --------------------------------------------- | ------------------------------ | -------------------------- | -------- |
| Mehdi Assous        | Légsúly      | Howard Gereo (PNG) · 11–4             | Omar Narváez (ARG) · 20–4      | Lunka Zoltán (GER) · 6–19                     | kiesett                        | kiesett                    | 8.       |
| Abdel Aziz Boulehia | Harmatsúly   | Agathangelosz Ciripídisz (GRE) · 10–6 | Raimkul Malahbekov (RUS) · RSC | kiesett                                       | kiesett                        | kiesett                    | 9.       |
| Noureddine Madjhoud | Pehelysúly   | Lorenzo Aragón (CUB) · 6–9            | kiesett                        | kiesett                                       | kiesett                        | kiesett                    | 17.      |
| Hoszin Szoltáni     | Könnyűsúly   | Vahdettin İşsever (TUR) · 14–2        | Agnaldo Magalhães (BRA) · 11–1 | [[Sin Uncshol (Sin Eun-Cheol)]] (KOR) · 16–10 | Leonard Doroftei (ROU) · 9–6   | Toncso Toncsev (BUL) · 3–3 |          |
| Mohamed Allalou     | Kisváltósúly | Peter Bulinga (KEN) · 17–3            | Jacek Bielski (POL) · 19–8     | Fathi Missaoui (TUN) · 15–16                  | kiesett                        | kiesett                    | 7.       |
| Mohamed Bahari      | Középsúly    | Marcus Thomas (BAR) · RSC             | Akın Kuloğlu (GEO) · 8–5       | Brian Magee (IRL) · 15–9                      | Malik Beyleroğlu (TUR) · 11–11 | kiesett                    |          |

## Súlyemelés
| Versenyző              | Versenyszám | Szakítás | Szakítás | Lökés    | Lökés    | Összesen | Helyezés |
| Versenyző              | Versenyszám | Eredmény | Helyezés | Eredmény | Helyezés | Összesen | Helyezés |
| ---------------------- | ----------- | -------- | -------- | -------- | -------- | -------- | -------- |
| Azzedine Basbas        | 64 kg       | 120,0    | 28.      | 160,0    | 12.*     | 280,0    | 24.      |
| Fouad Bouzenada        | 64 kg       | 115,0    | 29.*     | 152,5    | 26.      | 267,5    | 29.      |
| Abdel Manaane Yahiaoui | 70 kg       | 150,0    | 7.*      | 185,0    | 4.*      | 335,0    | 5.       |

* - másik versenyzővel azonos eredményt ért el

## Úszás
Férfi
| Versenyző    | Versenyszám | Előfutam | Előfutam | Előfutam | Döntő   | Döntő   | Döntő   | Helyezés |
| Versenyző    | Versenyszám | Idő      | Hely.    | Össz.    | Típus   | Idő     | Hely.   | Helyezés |
| ------------ | ----------- | -------- | -------- | -------- | ------- | ------- | ------- | -------- |
| Szalím Ílesz | 50 m gyors  | 23,61    | 2.*      | 36.**    | kiesett | kiesett | kiesett | kiesett  |
| Szalím Ílesz | 100 m gyors | 50,87    | 7.       | 25.      | kiesett | kiesett | kiesett | kiesett  |
| Szalím Ílesz | 200 m gyors | 1:54,10  | 6.       | 31.      | kiesett | kiesett | kiesett | kiesett  |

* - egy másik versenyzővel azonos eredményt ért el

** - két másik versenyzővel azonos eredményt ért el

## Vívás
Férfi
| Versenyző              | Versenyszám  | Selejtező                  | 32-es főtábla     | Nyolcaddöntő      | Negyeddöntő       | Elődöntő          | Bronz- mérkőzés   | Döntő             | Helyezés |
| Versenyző              | Versenyszám  | Ellenfél Eredmény          | Ellenfél Eredmény | Ellenfél Eredmény | Ellenfél Eredmény | Ellenfél Eredmény | Ellenfél Eredmény | Ellenfél Eredmény | Helyezés |
| ---------------------- | ------------ | -------------------------- | ----------------- | ----------------- | ----------------- | ----------------- | ----------------- | ----------------- | -------- |
| Raúf Szalím el-Bernávi | Kard, egyéni | Mihai Covaliu (ROU) · 7–15 | kiesett           | kiesett           | kiesett           | kiesett           | kiesett           | kiesett           | 40.      |

Női
| Versenyző    | Versenyszám | Selejtező              | 32-es főtábla     | Nyolcaddöntő      | Negyeddöntő       | Elődöntő          | Bronz- mérkőzés   | Döntő             | Helyezés |
| Versenyző    | Versenyszám | Ellenfél Eredmény      | Ellenfél Eredmény | Ellenfél Eredmény | Ellenfél Eredmény | Ellenfél Eredmény | Ellenfél Eredmény | Ellenfél Eredmény | Helyezés |
| ------------ | ----------- | ---------------------- | ----------------- | ----------------- | ----------------- | ----------------- | ----------------- | ----------------- | -------- |
| Ferial Salhi | Tőr, egyéni | Liang Jun (CHN) · 7–15 | kiesett           | kiesett           | kiesett           | kiesett           | kiesett           | kiesett           | 37.      |